# Luzern (stacja kolejowa)
Luzern – stacja kolejowa w Lucernie, w kantonie Lucerna, w Szwajcarii. Stacja posiada 7 peronów.